# تومي كوين
تومي كوين (بالإنجليزية: Tommy Coyne)‏ (مواليد 14 نوفمبر 1962) هو لاعب كرة قدم. يلعب مع منتخب جمهورية أيرلندا لكرة القدم. سبق له أن لعب في كأس العالم لكرة القدم مع منتخب بلاده.

## مسيرته الكروية
لعب تومي كوين خلال مسيرته الاحترافية مع 8 أندية في خمسة وعشرون موسمًا وسجل خلالها 203 هدف ضمن 529 مباراة. حيث فاز في موسم واحد بالكأس ولم يفز بأي دوري.
لعب تومي كوين مع نادي كلايدبانك ‏ في موسم 1981–1982، حيث شارك في 95 مباراة وسجل 41 هدفًا. ثم انتقل إلى نادي دندي يونايتد في موسم 1983–1984، حيث لعب مع الفريق لمدة ثلاثة مواسم، حيث شارك في 70 مباراة سجل خلالها 8 أهداف. لينتقل بعدها إلى نادي دندي في موسم 1986–1987 في المرة الأولى، واستمر معه لمدة ثلاثة مواسم. ثم في موسم 1998–1999 ولمدة موسمين، مشاركًا طوالها في 106 مباراة سجل خلالها 51 هدفًا. ثم انتقل إلى نادي سلتيك في موسم 1988–1989 ليلعب معه خمسة مواسم، مشاركًا في 105 مباراة سجل خلالها 43 هدفًا. هذا وقد انتقل لاحقًا إلى نادي ترانمير روفرز في موسم 1992–1993 لمدة موسم واحد، مشاركًا في 12 مباراة سجل خلالها هدفًا واحدًا. ثم انتقل بعدها إلى نادي ماذرويل في موسم 1993–1994 ليلعب معه خمسة مواسم، مشاركًا في 132 مباراة سجل خلالها 58 هدفًا. ليعود وينتقل من جديد، لكن هذه المرة إلى نادي فالكيرك في موسم 1999–2000 لمدة موسم واحد، مشاركًا في 8 مباريات سجل خلالها هدفًا واحدًا. لينتقل بعدها إلى نادي ألبيون روفرز في موسم 2000–2001 لمدة موسم واحد، مشاركًا في مباراة ولم يسجل أي هدف.

## روابط خارجية
- تومي كوين على موقع الاتحاد الدولي (مؤرشف)  (الإنجليزية)
- تومي كوين على موقع الاتحاد الأوربي (الإنجليزية)
- تومي كوين على موقع قاعدة بيانات كرة القدم.إي يو (الإنجليزية)
- تومي كوين على موقع ناشيونال فوتبول تيمز (الإنجليزية)
- تومي كوين على موقع Soccerbase.com (لاعب) (الإنجليزية)
- تومي كوين على موقع Soccerbase.com (مدرب) (الإنجليزية)
- تومي كوين على موقع عالم كرة القدم.نت (الإنجليزية)